# یوویتسا الزوویچ
یوویتسا الزوویچ (سیریلیک صربی: Јовица Елезовић؛ زادهٔ ۲ مارس ۱۹۵۶) بازیکن هندبال اهل یوگسلاوی بود.